# Johann Sophian Christian Richter
Pour les articles homonymes, voir Richter.
Johann Sophian Christian Richter (né le 16 janvier 1875 à Bayreuth et mort le 17 février 1951 à Burgwindheim) est un homme politique allemand (Zentrum).

## Biographie
Richter est le fils d'un maître tailleur. Il étudie à l'école primaire de Bayreuth de 1882 à 1886, puis à l'école secondaire de l'arrondissement de Bayreuth et de 1892 à 1894 à l'école industrielle de Nuremberg. De 1894 à 1896, il étudie à l'Université technique de Munich. De 1896 à 1898, il travaille comme stagiaire en douane à Hof en Bavière et à Nuremberg. De 1898 à 1906, il travaille comme assistant principal des douanes à Simbach et à Nuremberg. Il se marie en 1902. Le 1er février 1906, Richter devient contrôleur fiscal en chef. Le 20. En juillet 1918, il devient inspecteur des impôts à Landau dans le Palatinat.
En janvier 1912, Richter est élu au Reichstag pour la 5e circonscription du Palatinat (Germersheim-Bergzabern) avec le Zentrum, auquel il appartient jusqu'à la Révolution de novembre 1918. En janvier 1919, Richter est élu à l'Assemblée nationale de Weimar en tant que candidat du Zentrum pour la 27e circonscription (Palatinat), dans laquelle il siège jusqu'à la réunion du premier Reichstag de la République de Weimar en juin 1920. À partir de 1919, il est soupçonné de séparatisme au Palatinat. Le 23 avril 1923, il est transféré au principal bureau des douanes de Nuremberg, ne se conforme pas à cet ordre et est soumis à une procédure pénale officielle. À l'été 1923, il a travaillé dans le service des douanes français dans le Palatinat occupé. Il échappe à l'enquête pour trahison grâce à l'amnistie de l'accord de Londres. Puis il vit à Wiesbaden .